# Gabriela Cuevas Barrón
Pour les articles homonymes, voir Barrón.
Gabriela Cuevas Barrón, née le 3 avril 1979 à Mexico, est une femme politique mexicaine, membre du Mouvement de régénération nationale (MORENA). 
Depuis octobre 2017, elle est la présidente de l'Union interparlementaire.

## Biographie

### Carrière politique
- 2000 - 2003 : Suppléante du député fédéral César Nava Vázquez
- 2003 - 2006 : Députée de la Ville de Mexico
- 1er octobre 2006 - 1er avril 2009 : Maire délégué (Jefe Delegacional) pour Miguel Hidalgo, quartier de la ville de Mexico
- 1er septembre 2000 - 31 août 2003 : Députée fédérale
- 1er septembre 2009 - 31 août 2012 : Députée fédérale
- 1er septembre 2018 - 31 août 2021 : Députée fédérale
- 1er septembre 2012 - 31 août 2018 : Sénatrice
- Depuis octobre 2017 : Présidente de l'Union interparlementaire